# Pietro Patton
Pietro Patton (Trento, 28 dicembre 1957) è un politico italiano, senatore della Repubblica dal 2022.

## Biografia
Nato nella frazione di Meano da un contadino e una maestra, è laureato in Economia Politica e in Giurisprudenza, ha lavorato come dirigente del Comune di Trento dal 1986 al 2015. Dal 2019 è presidente della Cantina di La-Vis e Valle di Cembra e dal 2021 del Consorzio vini del Trentino.
È fratello del 168º Custode di Terra Santa,  Francesco Patton.

## Attività politica
Alle elezioni politiche del 2022 è candidato al Senato della Repubblica nel collegio uninominale Trentino-Alto Adige - 01 (Trento) dalla lista Alleanza Democratica per l'Autonomia, comprendente i partiti della coalizione di centro-sinistra, il movimento locale Campobase di Lorenzo Dellai e Azione - Italia Viva: viene eletto senatore con il 41,10% dei voti, superando Martina Loss del centrodestra (36,58%) e Patrizia Pace di SVP-PATT (8,43%). Il 18 ottobre viene eletto tesoriere del gruppo Per le Autonomie a cui ha aderito.